# Grochówka (wieś)
Grochówka – wieś w Polsce położona w województwie mazowieckim, w powiecie siedleckim, w gminie Zbuczyn. Ma status sołectwa. 
We wsi znajduje się ok. 100 gospodarstw domowych. W gminie znajduje się też kolonia Grochówka.
Wieś szlachecka położona była w drugiej połowie XVI wieku w ziemi łukowskiej województwa lubelskiego. W latach 1975–1998 miejscowość administracyjnie należała do województwa siedleckiego.
Wierni Kościoła rzymskokatolickiego należą do parafii Matki Bożej Częstochowskiej w Krzesku-Majątku.
We wsi działa założona w 1963 roku ochotniczej straży pożarnej. Ma w swoim posiadaniu średni samochód ratowniczo-gaśniczy GBA 2,4/24 Iveco z 1982 roku.